# Barítono lírico
El barítono lírico o noble posee una voz de barítono extensa en la zona aguda y bastante ágil. Un ejemplo de este tipo de barítono es  Matteo Manuguerra como Giorgio Germont de La Traviata de Giuseppe Verdi.
Roles operísticos de barítono lírico son:
- Conde de Almaviva,  Le nozze di Figaro (Wolfgang Amadeus Mozart)
- Doctor Malatesta, Don Pasquale (Gaetano Donizetti)[1]
- Liberto, L'incoronazione di Poppea (Claudio Monteverdi)
- Marcello, La bohème (Puccini)[1]
- Marte, Castor et Pollux (Jean-Philippe Rameau)
- Mercucio, Romeo y Julieta (Gounod)
- Príncipe Yeletsky, La dama de picas (ópera) (Chaikovski)
- Silvio, Pagliacci (Ruggiero Leoncavallo)